# ロマンチックあつこ
ロマンチックあつこ（1987年3月11日 - ）は、日本のお笑いタレント。ピン芸人として活動。大阪府出身。血液型はB型。

## 略歴
2009年4月、ワタナベコメディスクールに10期生として入学。同年7月に男女コンビ『とびきり☆アナウンス』を結成。このコンビ名は、ワタナベコメディスクールの即興劇の授業で二人ともアナウンサー役で演じていたことに由来した。とびきり☆アナウンス時代は主にショートコントで活動。
とびきり☆アナウンスは後に解散、ワタナベコメディスクールは2010年3月に卒業。以後はフリーのピン芸人として活動。最初は東京中心に活動していたが、2010年6月頃から出身地の大阪でも活動、東京と大阪両方を活動拠点としている。

## 芸風
背中に羽根を付けるなどした「ロマンチック妖精」のキャラクターで、本人の言うところの「妖精漫談」を披露している。ブリッジに「ロマンチック～」という台詞を入れ、「ぱたぱたぱた～」と言って羽ばたく振りをしている。

## 出演

### テレビ
- あらびき団（TBS、2010年6月22日）
- ☆スタ缶〜レジェンド〜☆（あっ!とおどろく放送局）

### ライブ
- TEPPEN（東京）
- ZERO（大阪）
- ワタナベコメディスクール10期生ライブ
  - 十期一会（じゅうごいちえ）
  - 10灯虫（てんとうむし）

他